# Фишер (округ)
Округ Фишер (англ. Fisher County) расположен в США, штате Техас. На 2000 год численность населения составляла 4344 человек. По оценке бюро переписи населения США в 2009 году население округа составляло 3866 человек. Окружным центром является город Роби.

## История
Округ Фишер был сформирован в 1876 году.

## География
По данными Бюро переписи населения США, площадь округа Фишер составляет 2333 км².

### Основные шоссе
- Шоссе 180
- Автострада 70
- Автострада 92

### Соседние округа
- Стонуолл  (север)
- Джонс  (восток)
- Нолан  (юг)
- Скарри  (запад)
- Кент  (северо-запад)

## Демография
По данным переписи населения 2000 года в округе проживало 4344 жителей. Среди них 21,4 % составляли дети до 18 лет, 21,9 % люди возрастом более 65 лет. 50,7 % населения составляли женщины.
Национальный состав был следующим: 94,2 % белых, 4,3 % афроамериканцев, 0,5 % представителей коренных народов, 0,2 % азиатов, 24,3 % латиноамериканцев. 0,8 % населения являлись представителями двух или более рас.
Средний доход на душу населения в округе составлял $15120. 15,6 % населения имело доход ниже прожиточного минимума. Средний доход на домохозяйство составлял $34838.
Также 73,3 % взрослого населения имело законченное среднее образование, а 12,4 % имело высшее образование.